# Yamatotakada
Yamatotakada (大和高田市?) è una città giapponese della prefettura di Nara.